# Ревда (Свердловска област)
Ревда (на руски: Ревда) е град в Свердловска област, Русия. Населението на града към 1 януари 2018 година е 62 687 души.

## История
Селището е основано през 1734 година, през 1935 година получава статут на град.